# Pseudosterrha gayneri
Pseudosterrha gayneri là một loài bướm đêm trong họ Geometridae.